# 이고리 셈쇼프
이고리 페트로비치 셈쇼프(러시아어: Игорь Петрович Семшов, 1978년 4월 6일, 모스크바 ~ )는 러시아의 전 축구 선수로, 현재 러시아 프리미어리그의 아르세날 툴라의 코치이다.
셈쇼프는 CSKA 모스크바 유스 출신으로, 1996년 CSKA 모스크바 1군으로 승격하였으나 활약은 하지 못하고, 1998년 FC 토르페도 모스크바로 이적하였다. 토르페도 모스크바에서는 236경기에서 59골을 기록하고, 팀의 최우수 선수로 4번 선정된 바 있으며, 이적 초기에는 심판을 차는 바람에 5경기 출장 정지 처분을 받은 경험이 있다. 2006년 디나모 모스크바와 3년 계약을 하고 이적해 90경기에서 17골을 넣는 등, 팀의 중심 선수로 활약했으며, 2009년 이적료 450만 유로에 FC 제니트 상트페테르부르크로 이적하였다. 계약 기간은 4년이었으나, 26경기에서 6골을 기록하고, 일 년 만에 전 소속팀인 디나모 모스크바로 돌아왔다.
러시아 축구 국가대표팀에서는 2002년 FIFA 월드컵 일본과의 경기에서 데뷔했으며, UEFA 유로 2004 러시아 대표팀에도 발탁되었으나, 출장 기회는 확보하지 못하고 팀은 조별 리그에서 탈락하였다. 2006년 거스 히딩크가 러시아 감독이 됨과 동시에 본격적으로 대표팀에 정착하였고, UEFA 유로 2008에서 주전 선수로 뛰며 팀의 3위 수성에 공헌하였다. 2009년 4월 리히텐슈타인과의 경기에서 대표팀의 주장을 맡았으며, 같은 해 8월 아르헨티나와의 경기에서 대표팀에서의 첫 골을 넣었다.